# Dou-lhe com a Alma
Dou-lhe com a Alma é o primeiro álbum de estúdio da banda portuguesa de hip hop Da Weasel. Editado em 1995 pela Dínamo Discos, o disco foi o segundo registo fonográfico da banda de Almada, sucedendo ao EP More Than 30 Motherf***s.
É um álbum marcado pela transição das letras escritas em inglês para letras escritas em língua portuguesa. Foi o último álbum da banda a contar com a participação de Yen Sung, tendo ainda a participação de Boss AC no tema que deu nome ao álbum.
Houve ainda lugar a uma segunda edição do disco, em 1996, que incluía um CD bónus com temas gravados num concerto acústico para a Antena 3. A promoção do disco valeu-lhes o galardão de «Banda do Ano» nos Prémios Blitz de 1995.

## Faixas
1. "Adivinha Quem Voltou"
2. "Confirmar"
3. "Educação (É a Liberdade)"
4. "Essa Vida"
5. "Dou-lhe Com a Alma"
6. "Right On"
7. "Ressaca"
8. "O Meu Deus"
9. "Só a Ti"
10. "God Bless Johnny"

## Créditos
- Pacman (voz)
- Yen Sung (voz)
- Jay-Jay (baixo)
- Pedro Quaresma (guitarra)
- Guilherme Silva (bateria)
- Armando Teixeira (maquinaria/samples)